# Languedoc
Languedoc [lang’dok] je historická provincie na jihu Francie při pobřeží Středozemního moře o rozloze přes 40 tisíc km2. Leží mezi Rhônou na východě a Garonnou na západě, na severu ji ohraničuje pohoří Cévennes a hlavním městem oblasti bylo Toulouse. Dělil se na Horní Languedoc, jemuž zhruba odpovídá současný region Midi-Pyrénées, a Dolní Languedoc, zhruba současný region Languedoc-Roussillon.

## Název
Languedoc znamená doslova „jazyk s oc“ a je to původně charakteristika jihofrancouzského okcitánského nářečí v protikladu k severofrancouzskému langue d’oil, „jazyka s oil“, které se časem změnilo v moderní oui, „ano“.

## Historie

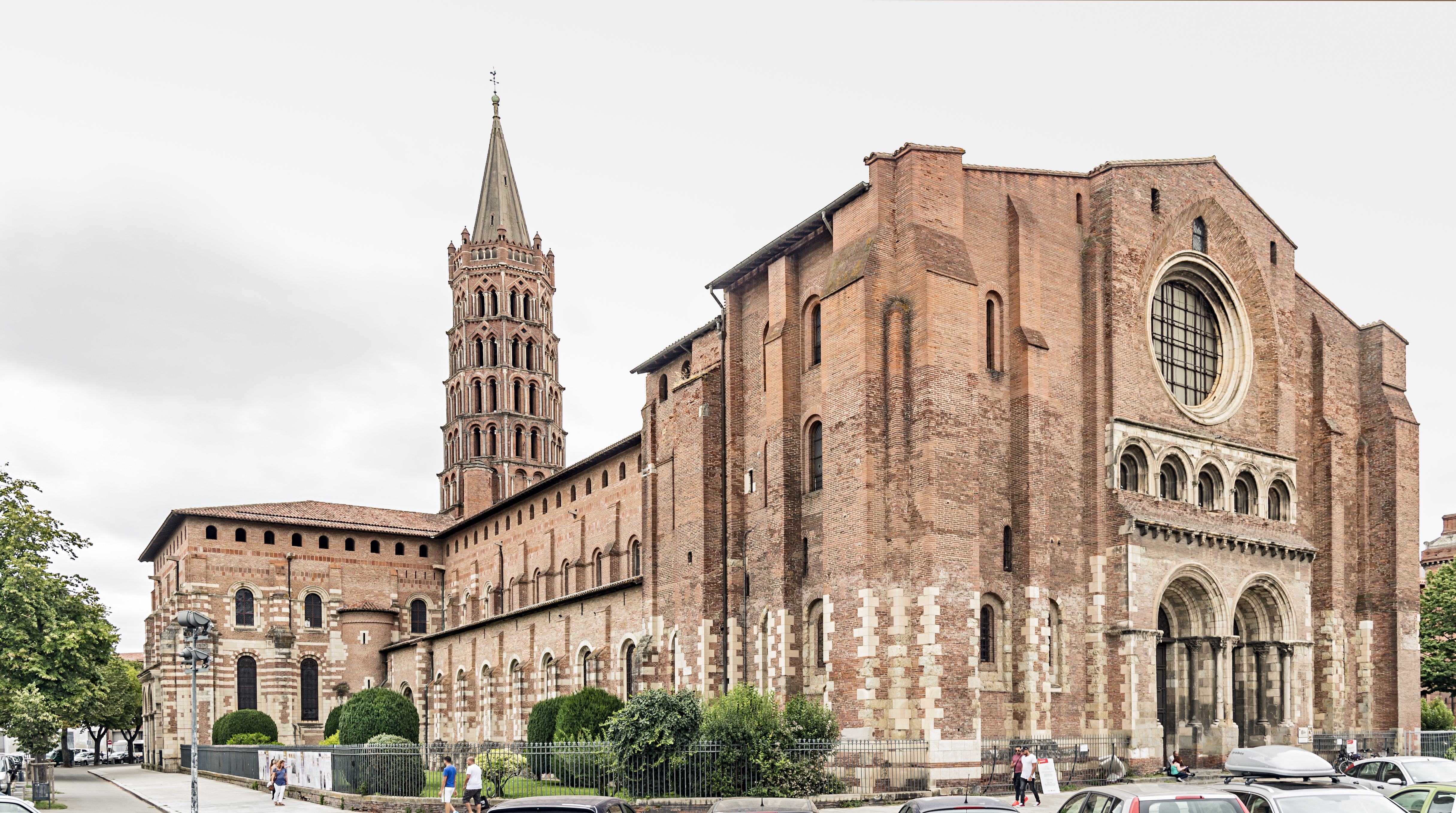
Basilika St. Sernin z 12. stol.

Jižní Francie byla osídlena velmi dávno, některé archeologické nálezy jsou více než sto tisíc let staré. V neolitu zde sídlily iberské kmeny, které založily oppidum Ensérune, koncem 3. století př. n. l. přišli keltští Volkové a založili Toulouse a Nîmes. Pobřeží osídlovali Řekové, Féničané i Římané a přepadali je Alamani, Vandalové a Saracéni. Oblastí procházela kartaginská vojska a Římané tudy vedli silnici do španělské Tarragony (Via Domitia). Středisko oblasti se z Ensérune přesunulo do Narbonne (Gallia Narbonensis).
Počátkem 5. století oblast obsadili Vizigóti, kteří uzavřeli smlouvu s Římem, zachovali římské instituce a svým centrem učinili Toulouse. Některá města si tak mohla uhájit jisté svobody. V 6. století oblast dobyli Frankové s králem Chlodvíkem a Karel Veliký odkázal celou jižní Francii, od Rhôny po Atlantik, jednomu ze svých synů jako hrabství Toulouse. Za hrabat z Toulouse, kteří se museli stále bránit proti Maurům, vznikl Languedoc. Raimond IV. z Toulouse měl velký podíl na První křížové výpravě a dobytí Jeruzaléma (1099) a z tohoto setkání s Orientem vznikla okcitánská kultura trubadúrů a dvorné lásky.

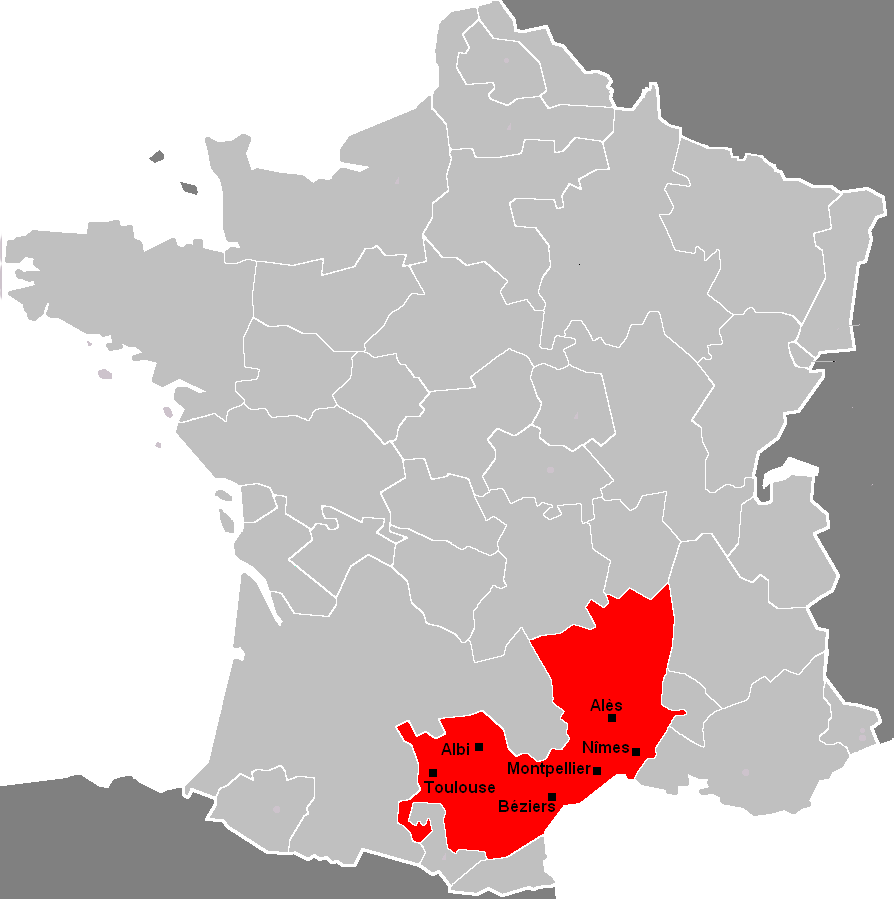
Rozloha kolem r. 1480

Koncem 12. století se v jižní Francii rozšířilo katarství, asketické hnutí patrně východního původu s ohniskem v Albi (odtud albigenští), a papež proti nim vyhlásil křížovou výpravu (1208–1229). Raimond se dostal do sporu se svým nejmocnějším vazalem, hrabětem z Trencavel a z Albi, ohledně postupu proti katarům a rytíři nakonec zvolili do čela výpravy hraběte Simona z Montfortu. Ze střetů všech tří nakonec vyšel vítězně bezohledný Montfort, který albigenské surově potlačil. Jen malá část uprchla do severní Itálie.
Roku 1229 se bratr krále Ludvíka IX. oženil s dcerou hraběte z Toulouse, a protože ta zemřela bezdětná, hrabství připadlo francouzskému králi. Zpočátku je spravovali pověření správci (senešal) z Montpellieru a z Toulouse, roku 1271 je král Filip III. Francouzský připojil k francouzské koruně. Languedoc a jeho latinská kultura významně a trvale ovlivnila francouzskou kulturu. Francouzští králové zde naopak podporovali tkalcovství a soukenictví a roku 1346 byl zřízen languedocký sněm (États généraux).
Počátkem 16. století se zejména ve východní části Languedocu rozšířila reformace a v hugenotských povstáních let 1620 a 1627 kraj velice utrpěl vpády královských vojsk. V letech 1666-1688 vybudoval Pierre-Paul Riquet 241 km dlouhý průplav Canal du Midi, jedinečné technické dílo, které spojilo Toulouse se Středozemním mořem. Za Francouzské revoluce v letech 1790–1791 byl Languedoc rozdělen do šesti departmentů a přestal tak být politickou jednotkou.

## Popis

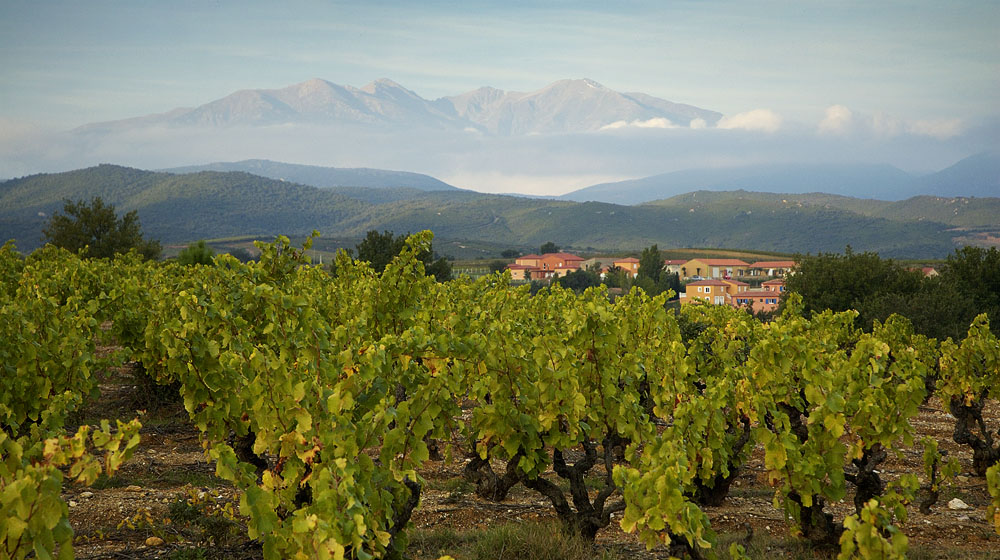
Vinice u Perpignanu, v pozadí Pyreneje

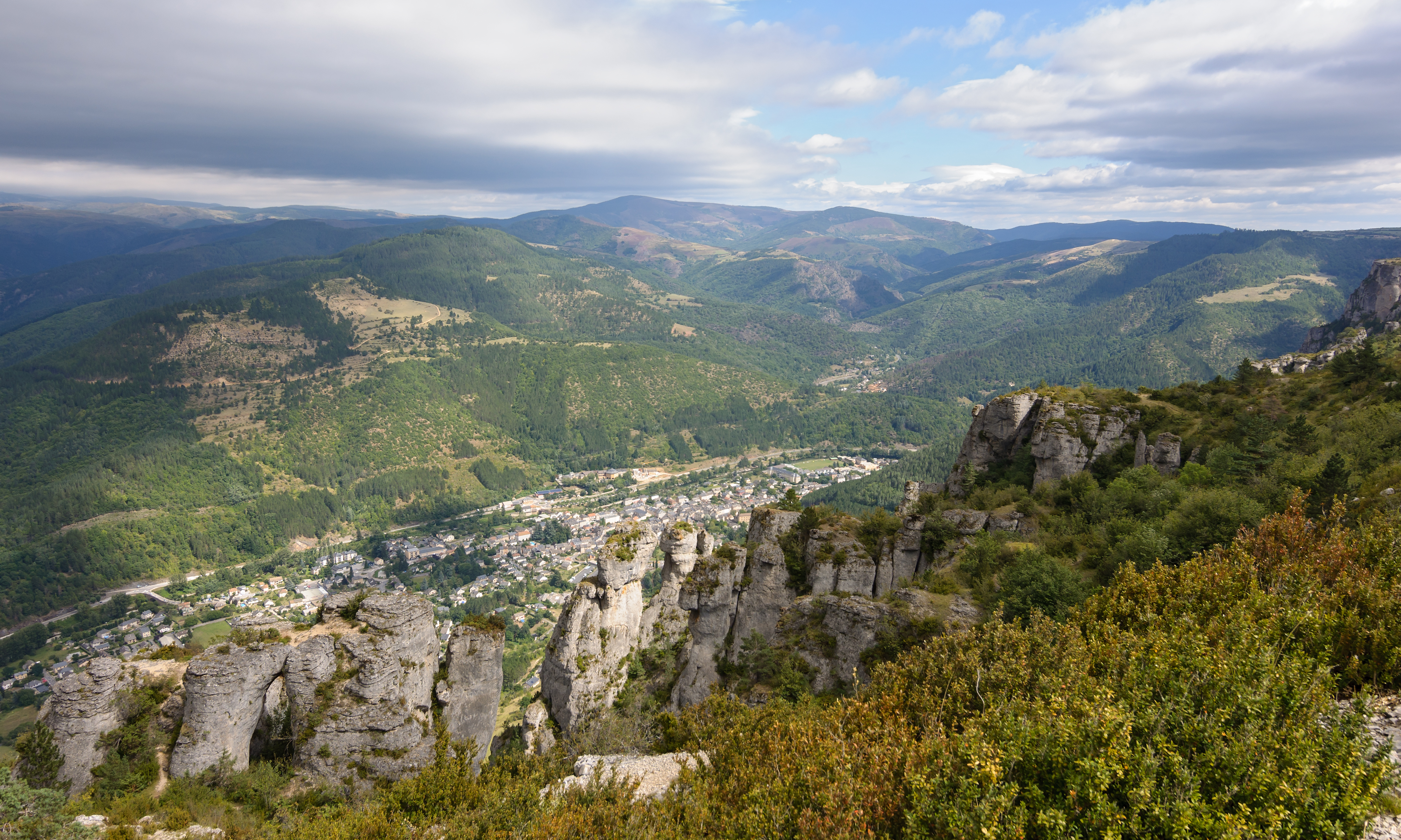
Cévennes, údolí řeky Mejean

Languedoc je pestrá, turisticky zajímavá a – kromě pobřeží – málo obydlená krajina s mnoha historickými památkami. Obyvatelé se živí z velké části zemědělstvím, především pěstováním vinné révy (téměř třetina celé francouzské produkce vína), oliv, slunečnic a levandule. Pobřeží – část francouzské Riviéry – je vyhledávaný cíl turistů různých kategorií s letovisky a vilami bohatých lidí. Oblast Toulouse je velká průmyslová aglomerace, zejména leteckého a elektronického průmyslu.
Mezi významná města patří vedle metropole Toulouse ještě Montpellier, Nîmes, Narbonne, Sète a Béziers, někdy se mezi ně počítá i historické Carcassonne.